# Camaleonti
Camaleonti est le nom d'un groupe musical italien formé à Milan en 1963 et actif surtout au cours des années 1960 et 1970

## Histoire
I Camaleonti a été créée en 1963 à Milan . La formation originale était composée de Livio Macchia (guitare), Antonino Cripezzi (claviers), Paolo de Ceglie (batterie) et Gerardo Manzoli (basse). En 1965, Riki Maiocchi rejoint le groupe en tant que chanteur et guitariste. Le groupe a d'abord adopté un son de type beat et a connu le succès en Italie avec sa reprise du classique des Small Faces Sha-La-La-La-Lee,. En 1966, Riki Maiocchi quitte le groupe pour poursuivre une carrière solo et est remplacé par Mario Lavezzi.
Avec Lavezzi, le groupe commence à évoluer vers un son pop plus mélodique , obtenant un nouveau succès avec une interprétation moderne d'un air populaire des années 1930 écrit par Cesare Andrea Bixio , Portami tante rose. Entre 1968 et 1973, Camaleonti placent quatre singles dans les charts italiens, parmi lesquels se distinguent Applausi, Io per lei et L'ora dell'amore. Entre 1970 et 1993,le groupe quatre fois au Festival de Sanremo (la dernière avec Dik Dik et le chanteur de l'Equipe 84, Maurizio Vandelli), terminant en troisième position en 1979 avec  Quell'attimo in più. Malgré de nombreux changements à son sein, le groupe reste actif.

## Formation
- Livio Macchia (Acquaviva delle Fonti, 11 novembre 1941 - 29 juillet 2025) : vocale et basse (depuis 1963)
- Antonio Cripezzi dit Tonino (Milan, 26 février 1946 - 4 juillet 2022) : vocale, orgue (1963-2022)
- Valerio Veronese (Milan, 2 septembre 1958) : guitare et vocale (depuis 1985)
- Massimo Brunetti: Piano, clavier et vocale (depuis 1990)
- Massimo di Rocco: batterie (depuis 2004)

### Anciens membres
- Riki Maiocchi (Milan, 27 mai 1940 - 2 février 2004) : vocale et guitare   (1963 - 1966)
- Paolo de Ceglie (Trinitapoli, 29 novembre 1943 - Milan, 27 mars 2004) : Batterie (1963 - 2004)
- Gerardo Manzoli dit Gerry (Milan, 28 août 1941) : Basse (1963 - 1982)
- Mario Lavezzi: guitare et vocal (1966 - 1968)
- Gabriele Lorenzi : clavier (1967 - 1968)
- Dave Sumner : guitare (1973 - 1980)
- Vincenzo Mancuso (Palerme - 1953): guitare et flûte  (1981 - 1984)

## Discographie partielle

### 33 tours
- 1966 - The best records in the world (Kansas, DMK 007)
- 1967 - Portami tante rose (Kansas, DMK 008)
- 1968 - Io per lei (CBS, 63350)
- 1969 - Vita d'uomo (CBS 52724)
- 1973 - I magnifici Camaleonti (CBS, 65669)
- 1974 - Amicizia e amore (CBS, 69056)
- 1975 - Piccola Venere ed altri successi (CBS, 69149)
- 1976 - Che aereo stupendo...la speranza (CBS, 69234)
- 1977 - In vendita (Camaleo, CM 38501)
- 1979 - ...e camminiamo (Durium, ms AI 77408)
- 1993 - Come passa il tempo e i più grandi successi (Dischi Ricordi, RTR 41022)

### CD
- 1996 - Libero (Nar International, 4429 5003-2)
- 1997 - Applausi ed altri successi (Nar International, 12842)
- 2001 - 2001 ed oltre ([Nar International)
- 2004 - 40 anni di musica e applausi
- 2006–2007 - Storia
- 2010- Camaleonti Live  - (Azzurra Music)

### Singles 45 tours
- 1965 - Ti saluto/Ti dai troppe arie (Kansas, DM 1002)
- 1965 - Sha la la la/Tu credi in me (Kansas, DM 1005)
- 1966 - I capelloni/Come mai/Io lavoro (Kansas, DM 1009)
- 1966 - Chiedi chiedi/I ragazzi del Grab/Dimmi ciao (Kansas, DM 1011)